# Spartakus-felkelés

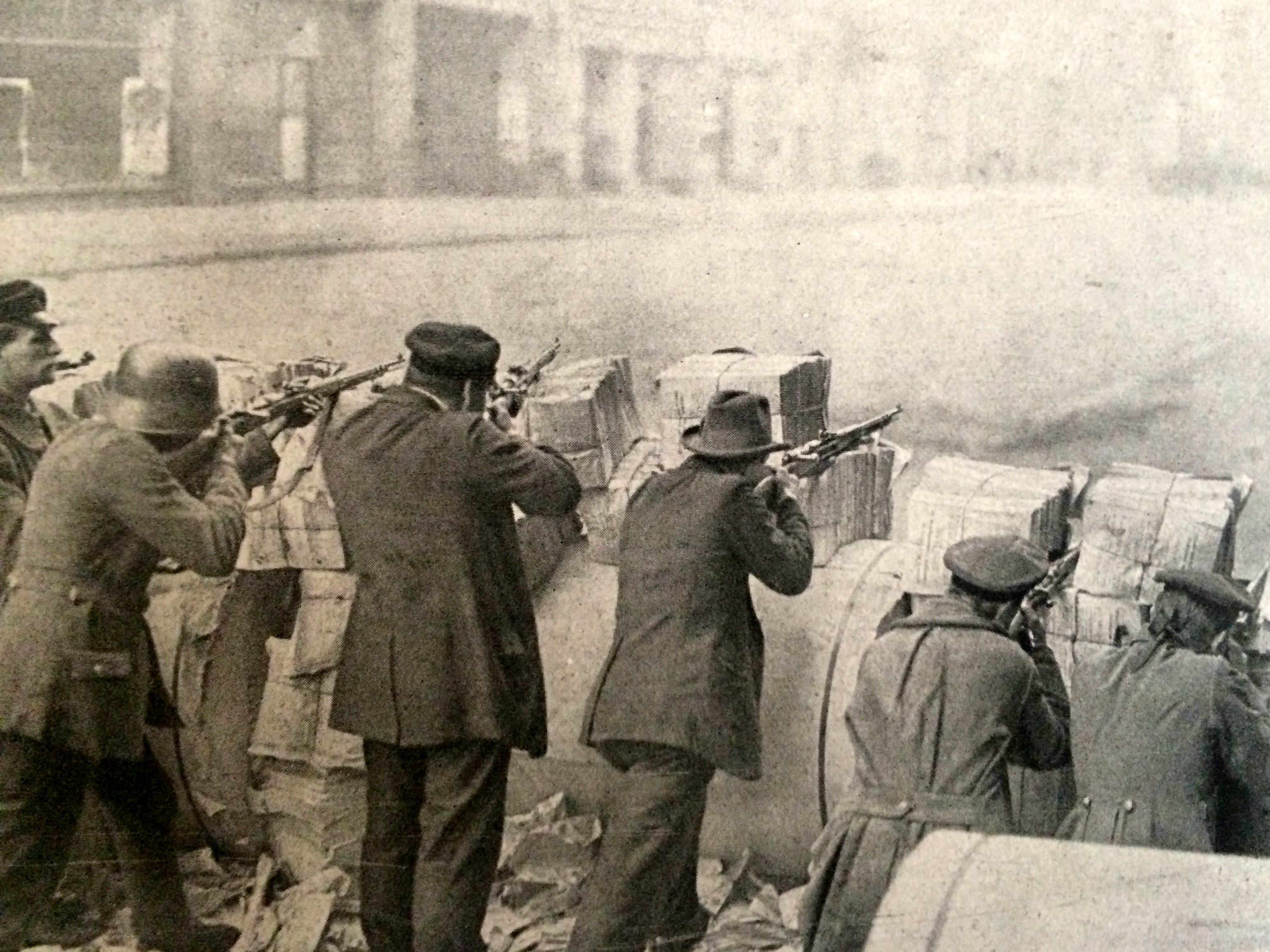
Barikád a Spartakus-felkelés alatt

A Spartakus-felkelés vagy januári felkelés (1919. január 5–12.) egy elbukott, forradalmi fegyveres felkelés volt Berlinben, mely egy fontos epizódját jelentette az 1918–19-es németországi forradalomban lezajló forradalmi és ellenforradalmi erők közötti hatalmi harcoknak. A forradalmi erők vezetői a Németország Független Szociáldemokrata Pártja (Unabhängige Sozialdemokratische Partei Deutschlands – USPD), a forradalmi bizalmiak (Revolutionäre Obleute) hálózata, illetve a Németország Kommunista Pártjának (KPD, korábban: Spartakus-szövetség) egyénileg csatlakozott tagjai voltak. Hagyományosan a Spartakus-felkelés név terjedt el a történeti irodalomban, amely megtévesztő lehet abból a szempontból, hogy abban a KPD-nek nem volt vezető szerepe, sőt a Központi Bizottsága taktikai szempontból, egyhangúlag ellenezte azt.

## Története

### Előzmények
A karácsonyi harcok után világossá vált, hogy az SPD egyre nyíltabban szövetkezik az ellenforradalmi erőkkel, ezért az USPD képviselői, Hugo Haase, Emil Barth, Wilhelm Dittmann tiltakozásként december 27-én kiléptek a Népmegbízottak Tanácsából. Helyükre Gustav Noske és Rudolf Wissel került, a kormány ezzel kizárólagos SPD irányítás alá került. December 30-án Karl Liebknecht és Rosa Luxemburg, vezetésével megalakult Németország Kommunista Pártja (Kommunistische Partei Deutschlands – KPD), melyben a szektás ultrabaloldaliak alkották a többséget, akik Rosa Luxemburg ellenében megszavazták a nemzetgyűlési választások bojkottját és a kivonulást az SPD befolyás alatt lévő szakszervezetekből. Emiatt a KPD-nél sokkal kiterjedtebb tömegkapcsolatokkal rendelkező forradalmi bizalmiak elutasították a KPD-hez való csatlakozást. Időközben Gustav Noske, ideiglenes hadügyminiszter vezetésével gyors ütemben folyt Berlin környékén a szabadcsapatok, az ún. freikorps egységek szervezése, melyek szélsőjobboldali politikai arculatuk miatt a kormány számára a legmegbízhatóbbnak ígérkeztek a forradalmi erők elleni harcban.

### Forradalmi felkelés
Friedrich Ebert immáron tiszta SPD kormánya előtt Emil Eichhorn, Berlin forradalmi szellemű, USPD-tag rendőrfőkapitánya és az irányítása alatt lévő rendőrség volt az egyik elsődleges akadály, hogy politikai akaratát ellenállás nélkül érvényesíthesse a fővárosban. Ezért január 4-én bejelentették Eichhorn azonnali elbocsátását. Ugyanezen a napon Ebert és Noske hat Berlin környéki freikorps egységnél tartott szemlét, mely rávilágít a részükről tudatosan megtervezett provokációra. Eichhorn megtagadta a rendelet végrehajtását, felettes szervnek csak a Munkás- és Katonatanácsok Végrehajtó Tanácsát (Vollzugsrat des Arbeiter- und Soldatenrats Groß-Berlin) ismerte el. Az USPD vezetése, a forradalmi bizalmiak és a KPD képviselői összegyűltek a helyzet megvitatására és úgy határoztak, hogy felhívást adnak ki másnapra – mely vasárnapra esett –, békés tiltakozó tüntetésre. A KPD vezetősége külön is összeült és egyhangúlag arról határoztak, hogy egy potenciális felkelést minden körülmények között el kell kerülni. A vártnál sokkal nagyobb, több százezres létszámú demonstráló tömeg gyűlt össze. Harcos beszédek hangzottak el Liebknecht (KPD), Ernst Däumig (forradalmi bizalmiak) és Georg Ledebour (USPD) részéről, melyekre a sokaság lelkesedéssel reagált. A forradalmi hangulatú tömeg spontán akcióval az SPD központi lapjának, a Vorwärtsnek egy elkészült teljes lapszámát a folyóba dobta.
A forradalmi lelkesedés az USPD vezetését is magával ragadta. Január 5-én este, az USPD és a bizalmiak közös forradalmi bizottságot hoztak létre, melyhez egyéni döntéssel Liebknecht és Wilhelm Pieck is csatlakozott. A bizottság kiadott egy röplapot, melyben általános sztrájkra és az Ebert-Scheidemann kormány megdöntésére hívott fel. Január 6-án általános sztrájk bénította meg Berlint, újra hatalmas tüntetések kezdődtek. A demonstrálók elfoglalták a polgári lapok szerkesztőségeit, kiadóit, nyomdáit, megszállták a pályaudvarokat, fegyveres forradalmárok foglalták el a stratégiailag fontos pontokat, szinte a teljes kormányzati negyed az ellenőrzésük alá került.
A látványos kezdeti sikerek mögött azonban a felkelést irányító forradalmi bizottság igen foghíjas volt, a KPD Központi Bizottsága Liebknecht és Pieck egyéni akciójától eltekintve egyhangúlag ellenezte a megmozdulást, s a forradalmi bizalmiak két prominens vezetője, Richard Müller és Ernst Däumig is határozottan ellene foglalt állást, illetve az USPD vezetése is megosztott volt. Az 52 fős forradalmi bizottság túl nagy méretű volt az operatív cselekvés irányításához, a tettek helyett vég nélküli vitákat folytattak a szükséges teendőkről. Ez a vezetési cselekvésképtelenség elkezdte demoralizálni a felkelés részvevőit, s sokan kiábrándultan hazamentek.

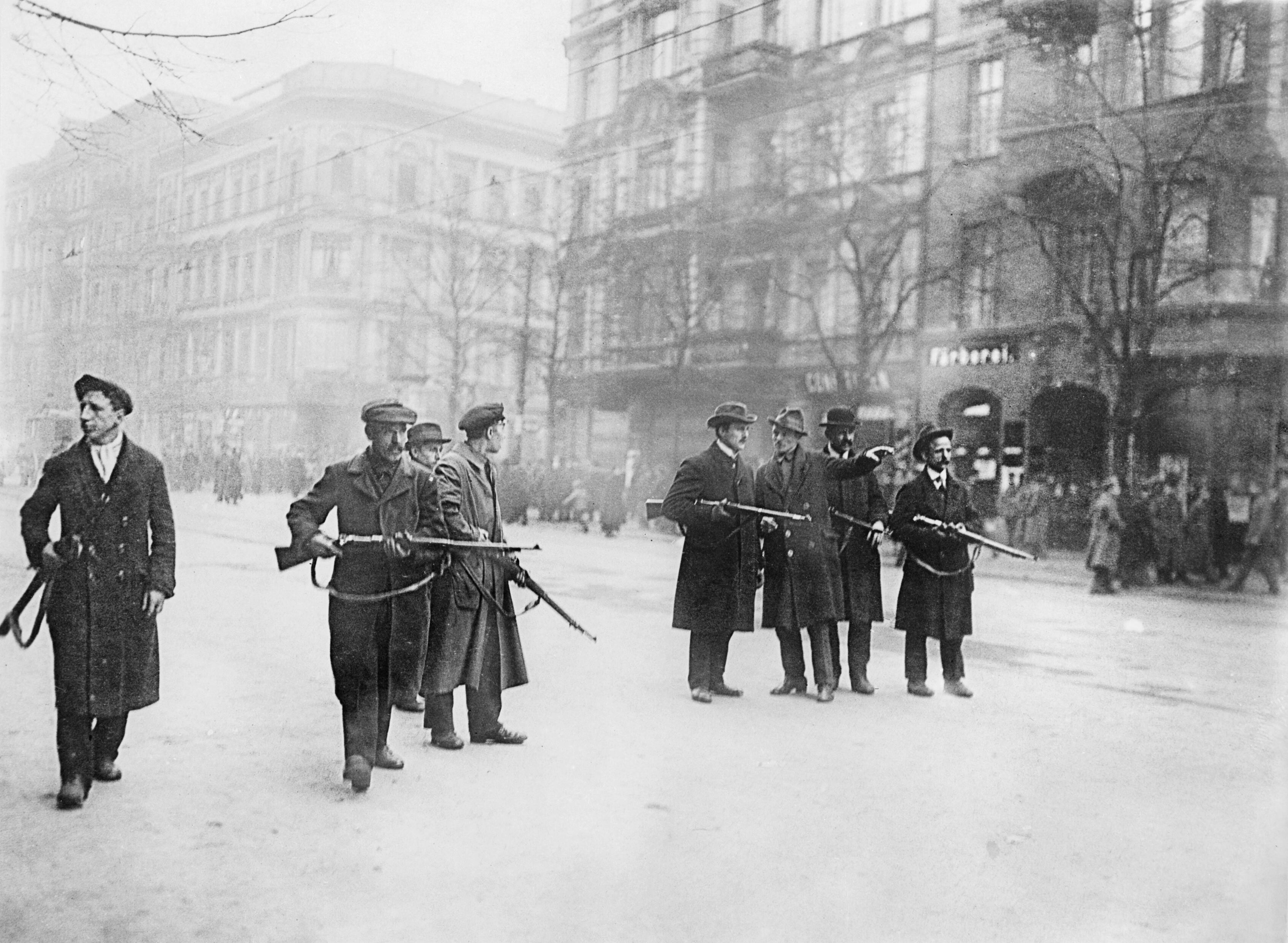
Forradalmárok a Spartakus-felkelés alatt

Katonai szempontból katasztrofálisnak bizonyult, hogy a legütőképesebb, potenciális forradalmi egység, a Népi Tengerész Hadosztály (Volksmarinedivision) semlegesen foglalt állást, vagyis nem állt a forradalmárok mellé. Stratégiailag a felkelés teljesen szervezetlen volt, ami nagy előnyt biztosított a kormányzat mellett álló reguláris erők számára. Az egyik legnagyobb hiba volt, hogy a Reichstagot nem foglalták el, ahol január 8-án zavartalanul felállíthattak egy 5000 fős kormányhű egységet (Republikanische Soldatenwehr), amely külső segítség nélkül foglalta vissza a kormányzati negyedet. A gyengeség és következetlenség jele volt az is, hogy azok a független szociáldemokraták, akik még néhány nappal korábban a kormányt megdöntöttnek nyilvánították, január 7-étől tárgyalni kezdtek velük, időt hagyva nekik, hogy rendezzék soraikat, s felvonultassák ellenerőiket. Rosa Luxemburg figyelemmel kísérte az eseményeket, s a Die Rote Fahne lapjain, január 8-án megjelent Elmulasztott kötelességek című, aláírás nélküli cikkében bírálta a felkelés vezetésének hibáit, különösen a demoralizáló tárgyalásokat: „Ha az Ebert–Scheidemann-kormánnyal a legélesebb harcban állunk, nem kezdünk ugyanakkor ugyanezzel a kormánnyal »tárgyalásokat«.” Január 9-ére a KPD központi vezetésének (Zentrale) az álláspontja is valamelyest megváltozott, ekkortól már morális kötelességüknek tartották, hogy támogassák a proletariátus harcát, s a forradalmi bizalmiak és az USPD vezetősége mellett, aláíróként szerepeltek egy általános sztrájkra és fegyveres ellenállásra felszólító felhívás végén.
A tárgyalások azonban hamarosan megszakadtak, s Ebert kiadta a támadási parancsot a Berlin körül összevont szabadcsapatoknak. Az első freikorps egységek január 10-én vonultak be Berlinbe, melyeket 11-én újabbak követtek. Az egyik legerősebb ellenállási gócpont a Vorwärts épületében volt, melyet körülbelül 300 forradalmár védett, akik végül 11-én megadási tárgyalásokat kezdeményeztek a számbeli és technikai erőfölényben lévő ellenforradalmi egységekkel. A megtorlás kegyetlenségét jellemzi, hogy a kiküldött parlamentereket könyörtelenül kivégezték. A fegyvert letevő felkelőket korbáccsal, puskatussal bántalmazták, s többet főbelőttek közülük. Január 12-ére már minden fegyveres ellenállást felszámoltak, sok helyen a felkelők megadták magukat. A harcok a forradalmárok részéről 156 áldozatot követeltek, míg a kormányhű egységek 13 főt veszítettek. Január 15-én rátaláltak Karl Liebknecht és Rosa Luxemburg rejtőzködési helyére, s őrizetbe vették őket. Waldemar Pabst, a legnagyobb freikorps egység parancsnoka hallgatta ki őket, majd mindkettőjüket brutálisan meggyilkolták. A velük együtt elfogott Wilhelm Piecket szabadon engedték.

### Polgárháborús állapotok

#### Bréma

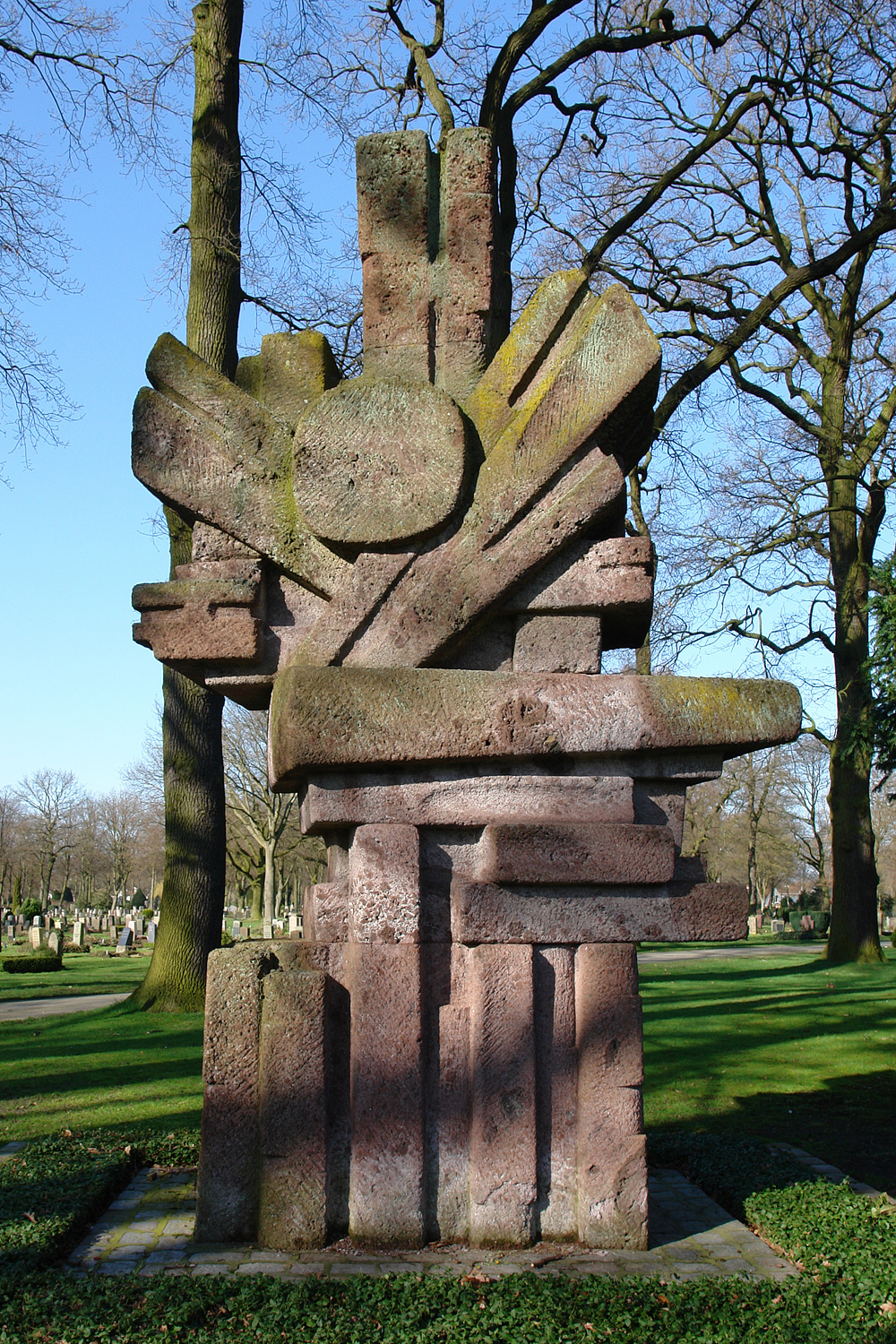
A Brémai Tanácsköztársaság mártírjainak emlékműve

A berlini januári felkelés elfojtása után Noske a freikorps egységeket országos tisztogató „hadjáratra” vezényelte. Először Brémában vetették be őket, ahol az USPD és kommunista többségű munkástanács január 10-én kikiáltotta a független Brémai Tanácsköztársaságot, mely nem volt hajlandó lefegyverezni a rendelkezésére álló munkásalakulatokat. A freikorps egységek február 3-án hatoltak be a városba, ahol a berlini harcoknál elkeseredettebb ellenállásba ütköztek. Az összecsapások hevességére jellemző, hogy nehézfegyverzetet is be kellett vetniük, s veszteségeik is súlyosabbak voltak a berlininél. A 28 brémai munkás halálával szemben 46 elesett frekorps tag állt. A véres győzelem után véletlenszerű letartóztatások és kivégzések következtek, melyeknek legalább 100 munkás esett áldozatául. Ezzel azonban még mindig nem történt meg a város pacifikálása, mert áprilisban általános sztrájk indult a foglyok szabadon bocsátását követelve, melyre egy második freikorps megtorlás volt a válasz.

#### Nyugat-Ruhr-vidék
Szinte egyidőben azzal, hogy a freikorps egységek elindultak Brémába, a Ruhr-vidéken is felélénkült a munkásmozgalom. A Ruhr munkástanácsaiban az SPD, az USPD és a KPD egyhangúlag követelte a bányák és acélipari nagyüzemek szocializálását. Ennek kivitelezésére felállítottak egy kilencfős, hárompárti bizottságot, mely tárgyalást kezdeményezett a kormánnyal. Ebert ígérgető, időhúzó taktikát folytatott, miközben a szomszédos tartományban a freikorps alakulatok a véres „rendcsinálással” voltak elfoglalva. Mire a szocializálást követelő munkások elvesztették a törelmüket, s sztrájkba kezdtek, Noske az időközben a brémai feladatukat teljesítő szabadcsapatokat a Ruhr-vidékre tudta vezényelni. Az ellenállás legerőteljesebb időszaka február 19–20-án volt, amikor az ún. „első Ruhr vörös hadsereg” szinte a teljes Nyugat-Ruhr-vidéket ellenőrzése alatt tartotta, s 183 ezer fő sztrájkolt a körzet nagyüzemeiben. A február 20-án érkező ellenforradalmi egységek először Münsterben letartóztatták a katonatanács vezetőit, majd városról városra haladva, tüzérséget is bevetve legyőzték a munkások fegyveres erőit. Február 23-án Bottropot is elfoglalták, s tömeges letartóztatások és kivégzések kezdődtek.

#### Közép-Németország
Február harmadik hetében Közép-Németországban alakult ki jelentős munkás megmozdulás. Ez egyrészt a bányák szocializálásának követelésévben jelentkezett, másrészt ellenreakció volt Georg Ludwig Rudolf Maercker vezérőrnagy azon lépésére, mellyel február elején feloszlatta a türingiai katonatanácsot, mely ellenezte a freikorps erőknek a Nemzetgyűlés védelmére történő Weimarba rendelését. A következő provokatív lépés Maercker részéről a gothai tanácskormány feloszlatása volt. Erre a munkástanácsok regionális gyűlése –, melynek politikai összetétele felerészt USPD, negyed-negyedrészt pedig KPD és SPD küldöttekből állt, – a sztrájk mellett döntött. A sztrájk olyan jól szervezett, egységes megmozdulás volt, hogy még a Berlint ellátó elektromos erőművek és a vasúti közlekedés is leállt, mely utóbbi elvágta az ülésező Weimari Nemzetgyűlést a fővárostól. A kormány újra tárgyalóasztalhoz kényszerült, és előkerült megint az időnyerésre törekvő taktika. A munkások megtévesztésére szemfényvesztő, forradalmi frazeológiát használó propaganda anyagot használtak, melyben azt állították, hogy a szocializálás folyamatban van, másrészt a kommunistákra és a radikálisokra utalva azzal fenyegetőztek, hogy „mindezt terroristák veszélyeztetik, akik politikai és gazdasági anarchiába döntik az országot”. A propaganda lecsillapította azokat a munkásokat, akik még bíztak az SPD szocialista szándékaiban, de a március 1-jén Halléba bevonuló szabadcsapatok olyan provokatívan viselkedtek, hogy spontán összecsapás alakult ki, melyben 27 munkás és 7 freikorps tag esett el. Végül az általános sztrájkot a kormányzati ígéretek március 6-án leszerelték, a szabadcsapatokat pedig azonnal Berlinbe vezényelték, ahol éppen egy újabb munkásmegmozdulás volt kialakulóban.

#### Berlin
Február 28-án a berlini munkástanács küldöttgyűlésén 1500 fő vett részt, küldöttenként 1000-1000 munkás képviseletében. Újraválasztották a Munkás- és Katonatanácsok Végrehajtó Tanácsát, melyben jelentős balratolódás következett be: az SPD 271, az USPD 205, a KPD 99, a demokraták (a polgári pártok balszárnyainak képviselői) pedig 91 mandátumot szereztek, míg a Végrehajtó Bizottságba 7 SPD, 7 USPD, 2 KPD és 1 független képviselőt delegáltak. A forradalom legmagasabb szintű választott testületében először kerültek a független szociáldemokraták és a kommunisták együttesen többségbe. A március 4-re újból összehívott berlini munkástanács gyűlése követelte a tanácsok elismerését, a politikai foglyok szabadon bocsátását, fegyveres munkásalakulatok felállítását, és a freikorps egységek feloszlatását. A követeléseknek általános sztrájkra való felhívással adott nyomatékot. A KPD visszautasította a sztrájkbizottságban való részvételt, mivel kételkedett a sztrájkbizottság SPD-tagjainak elkötelezettségében. Az általános sztrájk sokkal eredményesebb volt, mint januárban, az ipari üzemek leálltak, megszűnt az elektromos áram ellátás, a villamosok, buszok és vonatok nem közlekedtek. A KPD álláspontját napilapja, a Die Rote Fahne egyértelműen kifejezte: az aktuális politikai cselekvés egy sztrájk, nem pedig felkelés. A KPD kis mérete, tömegbefolyása azonban nem tette lehetővé, hogy az eseményekben vezető szerepet töltsön be.
Az első freikorps erők március 4-én érkeztek Berlinbe, s még aznap kitörtek a fegyveres harcok, melyek sokkal súlyosabbak és elkeseredettebbek voltak a januárinál. Ez annak is volt köszönhető, hogy a Népi Tengerész Hadosztály a januári felkeléstől eltérően, az ellene indított freikorps támadás következtében a felkelők mellé állt. Március 6-án a sztrájkbizottság SPD tagjai kivonultak a bizottságból, s ennek és a katonai támadásoknak a hatására a sztrájk dezorganizálódott, s március 9-ére teljesen véget ért. Noske azonban ezzel nem elégedett meg, parancsára Berlin keleti kerületeit szabályos katonai ostrom alá vették, nehézfegyverek, sőt repülőgépekről ledobott bombák bevetésével. Március 9-én kiadott proklamációja szerint: „A spartakisták ellenünk folytatott harcának borzalmai és bestialitása kényszerít a következő parancs kiadására: minden személyt, akit úgy találnak, hogy fegyverrel a kézben harcol a kormányerők ellen, azonnal le kell lőni.” Kortárs beszámolók szerint, a becsült áldozatok száma 1200 körülire tehető, – beleszámítva a 75 freikorps elesettet, – míg a sebesültek száma elérte a 20 ezret. A polgári lapok azt a propaganda-hazugságot terjesztették, hogy a fegyveres harcok kitörése mögött a spartakisták álltak, a lichtenbergi rendőrkapitányságon elkövetett 70 rendőr megölésével. Ezzel ellentétben a KPD a fegyveres harctól való távolmaradásra szólított fel röplapjain. A freikorps a munkáskerületekben vérfürdőt rendezett, sok helyen fegyvertelen emberek tömeges megölésével. Elfogták a KPD vezetőjét, Leo Jogichest is, s március 10-én kivégezték.